# 安娜·洛姬諾娃
安娜·洛姬諾娃（俄语：Анна Логинова，1978年9月3日—2008年1月31日），是一位俄羅斯籍模特兒，她死於發生於莫斯科的一次劫車意外。洛姬諾娃也是俄羅斯最有名的女保鏢之一。

## 模特兒生涯及職業生涯
洛姬諾娃常見於Chanel及BMW 的廣告。 她也常出現於《格言》雜志。她先學會武術，之後，她開了一間保鑣公司，該公司的特色是：有女保鏢。而女保鏢的優點是：女保鏢都不會被發現，而男保鑣通常要在外面等。
她有幾個比較有錢的客戶，如克斯特亞·茨尤。

## 死亡經過及原因
依據《每日郵報》及當地警方，她因為抓著Porsche Cayenne的車把而被拖行，導致頭部重挫至死。（但是《中國時報》及《聯合報》都有不同的說法：前者為：安娜站穩後立即上前，從車窗外將手伸進車內抓住方向盤，意圖奪回她的車子。歹徒這時猛踩油門加速離去，安娜被拖行了數公尺。由於車行速度甚快，她只得鬆手，就在這一剎那，她的頭猛力撞向柏油路面，當場頭骨碎裂一命嗚呼。後者為：歹徒把她推出車外駛離現場時，高速行駛欲甩掉緊抓車門的安娜，以致她鬆手後頭部撞地受到重創。）後來這部車被棄置於莫斯科西南方。洛姬諾娃曾經成功的阻止了很多要偷她的Porsche的偷車犯。

## 外部連結
- 洛姬諾娃的照片 （页面存档备份，存于）

## 備註
1. 1 2  Russia's most famous - and glamorous - female bodyguard killed as her Porsche is carjacked in Moscow （页面存档备份，存于） 每日郵報
2. ↑  Model Killed in Battle With Carjacker （页面存档备份，存于） 莫斯科時報
3. ↑  Anna Loginova Girls of Maxim photo gallery （页面存档备份，存于） Maxim
4. ↑  Famous Female Bodyguard Killed During Carjacking （页面存档备份，存于） KUTV
5. ↑  Killing of glamour model-bodyguard stuns Moscow （页面存档备份，存于） CNN
6. ↑  Model Bodyguard Dies in Moscow Carjacking （页面存档备份，存于） 莫斯科新聞